# Падина (Кырджалийская область)
Падина (болг. Падина) — село в Болгарии. Находится в Кырджалийской области, входит в общину Ардино. Население составляет 851 человек.

## Политическая ситуация
В местном кметстве Падина, в состав которого входит Падина, должность кмета (старосты) исполняет Христо Замфиров Чаушев (Граждане за европейское развитие Болгарии (ГЕРБ)) по результатам выборов правления кметства.
Кмет (мэр) общины Ардино — Ресми Мехмед Мурад (Движение за права и свободы (ДПС)) по результатам выборов в правление общины.